# Microrregión de Tubarão
La microrregión de Tubarão es una de las microrregiones del estado brasileño de Santa Catarina perteneciente a la mesorregión Sur Catarinense. Su población fue recensada en 2010 por el IBGE en 374.934 habitantes y está dividida en diecinueve municipios. Posee un área total de 4.657,658 km².

## Municipios
1. Armazém
2. Braço do Norte
3. Capivari de Baixo
4. Garopaba
5. Grão Pará
6. Gravatal
7. Imaruí
8. Imbituba
9. Jaguaruna
10. Laguna
11. Orleans
12. Pedras Grandes
13. Rio Fortuna
14. Sangão
15. Santa Rosa de Lima
16. São Ludgero
17. São Martinho
18. Treze de Maio
19. Tubarão

Los municipios encima forman a AMUREL - Asociación de los Municipios de la Región de Laguna, con excepción de Garopaba (perteneciente a la GRANFPOLIS - Asociación de los Municipios de la Gran Florianópolis) y Orleans (perteneciente a la AMREC - Asociación de los Municipios de la Región Carbonífera).